# لوتشيانو ألفاريز
لوتشيانو ألفاريز (بالإسبانية: Luciano Álvarez)‏ (30 نوفمبر 1978 بلانوس في الأرجنتين - ) هو لاعب كرة قدم أرجنتيني في مركز الهجوم. لعب مع انيستتوتو وإنتر توركو وإنديبندينتي ونادي ليناريس ويوفل تاون ونادي كوميونيكيشنس ونادي سافونا ‏ ونادي كوكيمبو أونيدو ونادي خوسيه جالفيز ‏ وReal Balompédica Linense ‏.

## وصلات خارجية
- لوتشيانو ألفاريز على موقع قاعدة بيانات كرة القدم.إي يو (الإنجليزية)
- لوتشيانو ألفاريز على موقع Soccerway.com (الإنجليزية)